# Рыцари справедливости
«Рыцари справедливости» (дат. Retfærdighedens Ryttere) — датский художественный фильм 2020 года режиссёра Андерса Томаса Йенсена, главные роли в котором сыграли Мадс Миккельсен, Николай Ли Кос, Ларс Бригманн и Николас Бро. Картина получила высокие оценки критиков, ряд премий («Бодиль» и «Роберт») и номинаций благодаря сценарию и отдельным актёрским работам.

## Сюжет
Главный герой фильма — датский военный по имени Маркус, жена которого погибла во время крушения поезда. Команда учёных-неудачников доказывает ему, что это не было простой случайностью: в том же вагоне ехал важный свидетель по делу о «Рыцарях справедливости» — бандитской группировки. Герои решают отомстить, и Маркус убивает ряд членов банды. Вскоре выясняется, что «Рыцари» всё же непричастны к взрыву: учёные ошиблись из-за невероятного совпадения. Уцелевшие члены банды находят Маркуса и берут в заложники его дочь, но друзья героя приходят ему на помощь. Благодаря этим событиям Маркусу удаётся наладить отношения с дочерью-подростком Матильдой.

## В ролях
| Актёр                    | Роль       |
| ------------------------ | ---------- |
| Мадс Миккельсен          | Маркус     |
| Николай Ли Кос           | Отто       |
| Ларс Бригманн            | Леннарт    |
| Николас Бро              | Эмменталер |
| Андреа Хеик Гадеберг     | Матильда   |
| Альберт Рудбек Линдхардт | Сириус     |
| Густав Линд              | Бодашка    |
| Роланд Мёллер            | Курт       |

## Премьера и оценки
Премьера картины состоялась в 2020 году на кинофестивале в Роттердаме, на широкие экраны фильм вышел в феврале 2021 года. По итогам первого уик-энда он стал самым успешным фильмом Дании за год: в стране было продано 150 тысяч билетов. По словам обозревателя «Медузы», «Рыцари справедливости» — это «в высшей степени оригинальная комедия, одновременно дикая и уютная, кровавая и обаятельная, утешительная и пугающая». Рецензенты отмечают, что этот фильм может считаться образчиком специфического скандинавского юмора, и ставят его в один ряд с «Ещё по одной» — другим датским фильмом, где главную роль сыграл Мадс Миккельсен. Обе картины рассказывают о кризисе среднего возраста, но в одном случае герои находят выход в алкоголизме, а в другом — в убийствах. Другие важные темы «Рыцарей справедливости» — соотношение в человеческой жизни случайности и божественного промысла, право людей на то, чтобы призывать других к ответу.
На сайте-агрегаторе отзывов Rotten Tomatoes фильм получил рейтинг 96 % со средней оценкой 8/10. Критики с этого ресурса охарактеризовали «Рыцарей справедливости» как «мрачный юмористический триллер о мести, обладающий достаточной глубиной и своеобразием», «ещё одно убедительное доказательство того, что Мадс Миккельсен — универсальный актёр». На сайте Metacritic картина получила 81 балл из 100, что указывает на «всеобщее признание». Её высоко оценила датская пресса. Издание Politiken назвало «Рыцарей справедливости» лучшим фильмом Андерса Томаса Йенсена со времен «Мерцающих огней», обозреватель таблоида B.T. отметил, что в фильме не так много запоминающихся сцен, как в ряде предыдущих лент режиссёра, но он всё же оказывает сильное эмоциональное воздействие.
Награды и номинации
- 2021 — участие в конкурсной программе Мюнхенского кинофестиваля.
- 2021 — премия «Бодиль» за лучшую мужскую роль второго плана (Ларс Бригманн) и три номинации: лучший фильм, лучшая мужская роль второго плана (Николай Ли Кос), лучшая женская роль второго плана (Андреа Хеик Гадеберг).
- 2021 — четыре премии «Роберт»: лучшая женская роль (Андреа Хеик Гадеберг), лучшая мужская роль второго плана (Ларс Бригманн), лучшая оригинальная музыка (Йеппе Кос), лучшие визуальные эффекты (Хуммер Хоймарк, Петер Йорт). Кроме того, лента получила 11 номинаций: лучший фильм, лучший режиссёр (Андерс Томас Йенсен), лучший сценарий (Андерс Томас Йенсен), лучшая мужская роль (Мадс Миккельсен и Николай Ли Кос), лучшая операторская работа (Каспер Туксен), лучший монтаж (Андерс Альбьерг Кристиансен, Николай Монберг), лучшая работа художника-постановщика (Николай Даниэльсен), лучшие костюмы (Вибе Кноблаух Хедедам), лучший звук (Эдди Симонсен), лучший грим (Луиза Хауберг).

## Ремейк
В ноябре 2021 года киностудия Lionsgate купила права на адаптацию фильма. Продюсерами проекта стали Шон Леви, Дэн Ливайн и Коэн Ливайн.